# Trast (grup de música)
Trast és una banda de mestissatge del Baix Llobregat.

## Discografia
| • Amunt! (2012)                                                                          |
| ---------------------------------------------------------------------------------------- |
| (Autoedició) 1. Camina (feat. Txarango i Dept.) 2. El teatro de la vida 3. I si et canto |

| • Diari de matinada (2014) |
| --- |
| (Discmedi) 1. Un nou paradís 2. Obrim els ulls (feat. La Pegatina) 3. Mi teatro de cartón 4. De nit (feat. La Raíz) 5. Sol i Lluna 6. Vull ser feliç 7. Promeses de matinada 8. Tot i res 9. Ho volem tot (feat. Strombers) 10. No miramos atrás 11. Les Rambles 12. Quan es pon el Sol |

| • El Detonant (2016) |
| --- |
| (Discmedi) 1. Per viure 2. Som el crit (feat. Itaca Band) 3. Tren sense destí (feat. Aspencat) 4. Continents trencats (feat. Animal) 5. Soñaremos 6. Crida fort 7. La nit sencera 8. La meva revolució 9. Somos lo que somos (feat. Emon) 10. Quan em falla la veu |